# MRSI
MRSI (на английски: Multiple Round Simultaneous Impact) е понятие от военната техника. То означава способността на едно отделно оръдие да изстреля няколко снаряда, които да попаднат едновременно в целта. Почти всички модерни полеви артилерийски системи (Гаубици) са в състояние да стрелят, използвайки този метод.
Методът на стрелба на оръдията MRSI представлява едно развитие на начина на стрелба ТОТ (на английски: Time On Target). За разлика от този начин на стрелба, при която се извързва едновремено стрелба от няколко оръдия върху целта, този ефект се постига при MRSI-стрелбата от едно оръдие.
Това се постига като първият изстрел на оръдието се извършва с голям вертикален ъгъл на оръдието и голям зяряд на изстрела. Следващите изстрели се извършват с намаляване на ъгъла на стрелба и намаляване на заряда. По този начин се постига различна треактория на снаряда и така се постига различно време на преминаване на тази треактория. За да се постигне този начин на стрелба е необходимо да се изпълнят условията:
- Възможност за бърза настройка на цевта
- Възможност за бърза стрелба със съответно зареждане с предварително определените заряди.
- Изчисляване на параметрите на стрелбата.

Съвремените голямокалибрени гаубици, които са оборудвани с модерно управление, като например произвежданата от Клаус-Мафай Вегман ГмбХ (Германия) гаубица на немски: Panzerhaubitze 2000, може да изстреля до 6 снаряда на разстояние 17 км., които да попаднат едновремено в рамките на 1,2 сек. в целта.